# Charłupia Mała (gromada)
Charłupia Mała – dawna gromada, czyli najmniejsza jednostka podziału terytorialnego Polskiej Rzeczypospolitej Ludowej w latach 1954–1972.
Gromady, z gromadzkimi radami narodowymi (GRN) jako organami władzy najniższego stopnia na wsi, funkcjonowały od reformy reorganizującej administrację wiejską przeprowadzonej jesienią 1954 do momentu ich zniesienia z dniem 1 stycznia 1973, tym samym wypierając organizację gminną w latach 1954–1972.
Gromadę Charłupia Mała siedzibą GRN w Charłupi Małej utworzono – jako jedną z 8759 gromad na obszarze Polski – w powiecie sieradzkim w woj. łódzkim, na mocy uchwały nr 38/54 WRN w Łodzi z dnia 4 października 1954. W skład jednostki weszły obszary dotychczasowych gromad Charłupia Mała, Dzierlin, Dzigorzew, Kościerzyn, Łosieniec, Wola Dzierlińska i Biskupice ze zniesionej gminy Charłupia Mała w tymże powiecie. Dla gromady ustalono 24 członków gromadzkiej rady narodowej.
1 stycznia 1959 do gromady Charłupia Mała przyłączono wieś Zapusta Wielka oraz wieś i parcelację Zapusta Mała ze zniesionej gromady Kłocko oraz parcelację Kowale, osadę Osetków, kolonię Zgoda, parcelację Stachów oraz wieś i PGR Żerosławice ze zniesionej gromady Jakubice.
Gromada przetrwała do końca 1972 roku, czyli do kolejnej reformy gminnej.